# Tony Kamo
Antonio Moreno Cabello (Trebujena, Cádiz, 2 de diciembre de 1964), conocido como Tony Kamo, es un psicólogo español que realiza su actividad en torno a la hipnosis y el mentalismo. Su fama se debe a la participación en programas televisivos en la década de 1990 y a las conferencias y cursos que imparte.

## Biografía
Sus participaciones en programas de televisión, en los que hipnotizaba a los invitados lo hicieron popular. En 1992 comenzó sus giras por América Latina siendo invitado a algunos programas de televisión en Argentina, Chile, Colombia, Ecuador y Perú. Si bien hubo declaraciones que acusaban que sus espectáculos eran una farsa, con hipnosis actuadas, e incluso algunas acusaciones de estafa y supuesto acoso, sus participaciones se volvieron populares y muchas personas asisten anualmente a sus seminarios en teatros para intentar perder peso, dejar de fumar o superar la ansiedad con su método de sugestión.
Ha participado en muchos shows en directo en distintos países y en bastantes programas especiales donde hace participar a invitados y televidentes, y en sus propias series Íntima... mente, Noche de asombro, Poderosa... mente, Noche Encantada, La casa de Tony, Increíble... mente y Atrévete con Tony Kamo. También ha impartido cursos de hipnosis clínica, relajación, autoestima y motivación empresarial, entre otros, así como los seminarios para obtener supermemoria, adelgazar y dejar de fumar. Ha publicado manuales para aliviar el dolor, lograr una relajación profunda e incluso regresar a vidas pasadas.
En 2011 recibe de su ciudad natal el Escudo en Oro de la Villa de Trebujena.
Además de sus actuaciones en televisión y sus seminarios de sugestión, también ha escrito varios libros con técnicas de psicoterapia, autoayuda y desarrollo personal, como Las técnicas secretas de Tony Kamo, Siempre se puede, o Los diez escalones hacia la felicidad.

## Programas de televisión

### Propios
- Atrévete con Tony Kamo.
- La noche encantada.[14]
- Increíble... mente.
- Noche asombrosa.
- Poderosa... mente.
- La casa de Tony.
- Íntima... mente.

### Internacionales
- ¡Hola Raffaella! (España).
- Hola Susana (Argentina).
- Viva el lunes (Chile).
- Una vez más (Chile).
- Hablemos de... (Chile).
- Primer plano (Chile).
- Bailando por un sueño (Argentina, 2011).
- Mundos opuestos (Chile, 2012).